# Phyllodromica panteli
Phyllodromica panteli är en kackerlacksart som först beskrevs av Bolívar 1921.  Phyllodromica panteli ingår i släktet Phyllodromica och familjen småkackerlackor. Inga underarter finns listade i Catalogue of Life.